# Cordula Eger
Cordula Eger (* 30. August 1972 in Bad Langensalza) ist eine deutsche Politikerin (Die Linke). Sie war von 2019 bis 2024 Mitglied des Thüringer Landtags.

## Leben
Cordula Eger studierte Rechtswissenschaften mit Abschluss als Diplom-Juristin. Sie war ab 2004 Referentin im Thüringer Landtag.

## Partei und Politik
Eger ist Kreisvorsitzende ihrer Partei im Unstrut-Hainich-Kreis. Sie hat seit 2009 ein Mandat im Kreistag des Unstrut-Hainich-Kreises sowie im Gemeinderat von Herbsleben inne. Bei der Landtagswahl in Thüringen 2019 erhielt sie ein Mandat über die Landesliste ihrer Partei. Bei der Landtagswahl 2024 verfehlte sie den Wiedereinzug in den Thüringer Landtag.